# Сирс, Фредерик Хэнли
Фредерик Хэнли Сирс (англ. Frederick Hanley Seares, 1873—1964) — американский астроном.

## Биография
Родился в Кассополисе, в 1895 окончил Калифорнийский университет, продолжал астрономическое образование в том же университете, а также в Берлине и Париже. В 1901—1909 — директор обсерватории университета штата Миссури, в 1909—1940 работал в обсерватории Маунт-Вилсон, где до 1925 был заведующим вычислительным отделом, а затем заместителем директора. В 1929 был президентом Тихоокеанского астрономического общества. Член Национальной АН США.
Основные труды в области звездной фотометрии. Установил фотографическую шкалу величин звезд Северного Полярного ряда, которая была принята в 1922 Международным астрономическим союзом в качестве стандарта, определяющего международные фотографическую и фотовизуальную системы. Установил стандартные величины звезд и в других областях неба (опубликованы в 1930 в виде каталога величин 67 948 звезд до 18,5m в 139 площадках северного неба до склонения −15°). На основе этих данных изучил также распределение звезд по величинам и распределение поглощающего вещества в Галактике. Ряд работ посвящён изучению переменных звёзд, вычислениям орбит комет, измерению магнитного поля Солнца.
Награждён медалью Брюс Тихоокеанского астрономического общества (1940).
В его честь назван кратер на Луне.